# Santelmoa carmenae
 Santelmoa carmenae és una espècie de peix de la família dels zoàrcids i de l'ordre dels perciformes.